# Frederik Marinus Kruseman

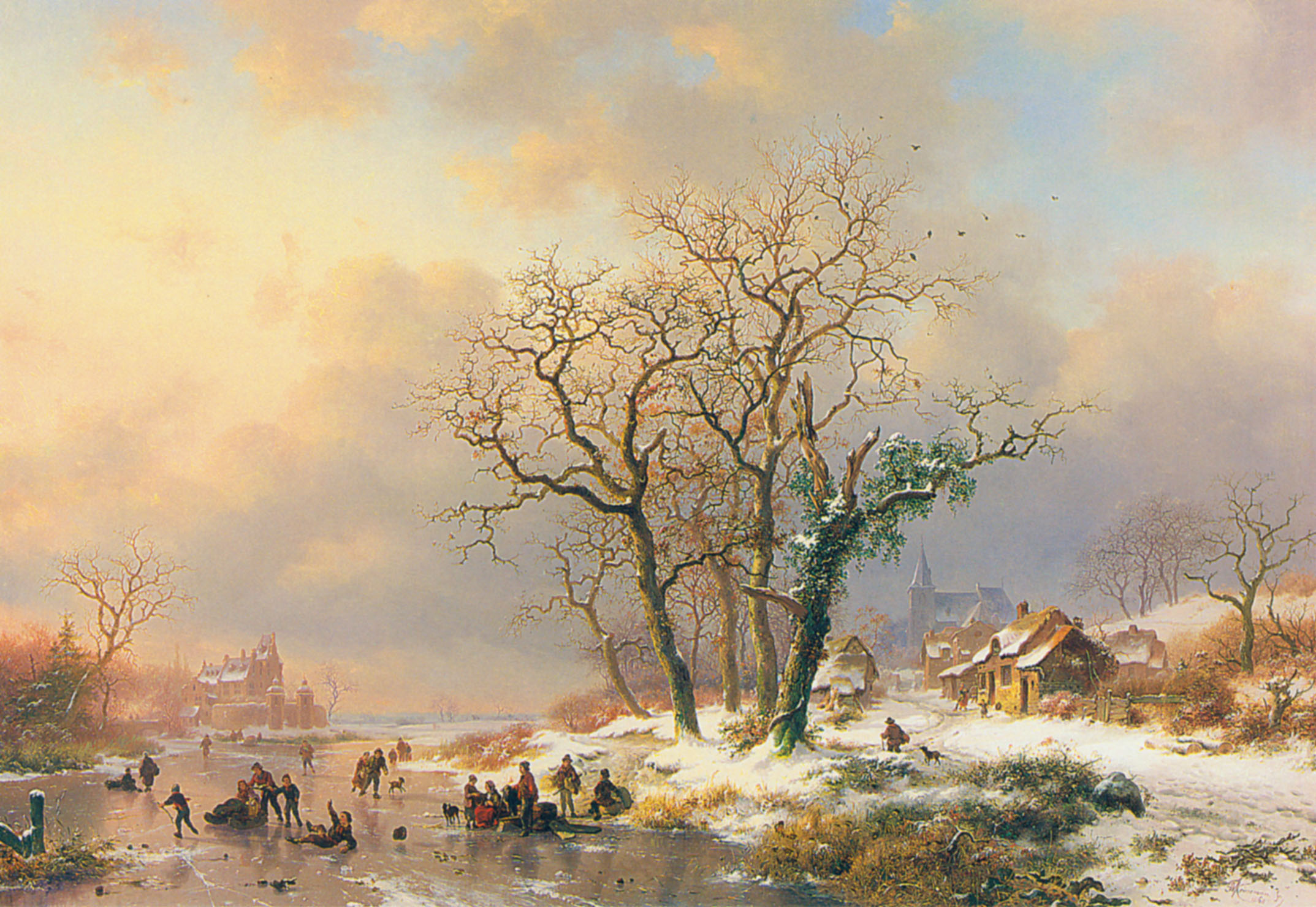
Winterlandschaft

Frederik Marinus Kruseman (* 12. Juli 1816 in Haarlem; † 25. Mai 1882 in Saint-Gilles/Sint-Gillis) war ein niederländischer Landschaftsmaler.

## Leben
Er war der vierte Sohn des Hutmachers Philip Benjamin Kruseman (1781–1842) und Jacoba Mooij. 
Er erhielt seinen ersten Zeichenunterricht bei Johannes Reekers (1790–1858) und besuchte von 1832 bis 1833 die Stadstekenacademie (Städtische Zeichenschule) in Haarlem. Danach begann er bei Nicolaas Johannes Roosenboom (1805–1880) Malerei zu studieren und zog 1835 nach Hilversum, wo er seine Lehre bei Jan van Ravenswaay fortsetzte. 
Nach kurzer Zeit in Haarlem ging er nach Kleve, wo er beim Landschaftsmaler Barend Cornelis Koekkoek studierte und Landschaften malte, und kehrte 1839 nach Haarlem zurück. Zwei Jahre später zog er nach Brüssel, wo er bis auf einige Monate in Paris bis 1852 blieb. Nach vier Jahren zu Hause in Haarlem kehrte er nach Belgien zurück und lebte dort bis zu seinem Tod in Saint-Gilles im Jahre 1882.
In seinem Schaffen von ungefähr 300 bis 350 Gemälden sind nur drei Stillleben bekannt und der Rest sind Landschaften. Er machte auch eine große Anzahl von Zeichnungen.  
Er nahm von 1833 bis 1856 an Ausstellungen in Amsterdam und Den Haag teil.

## Galerie

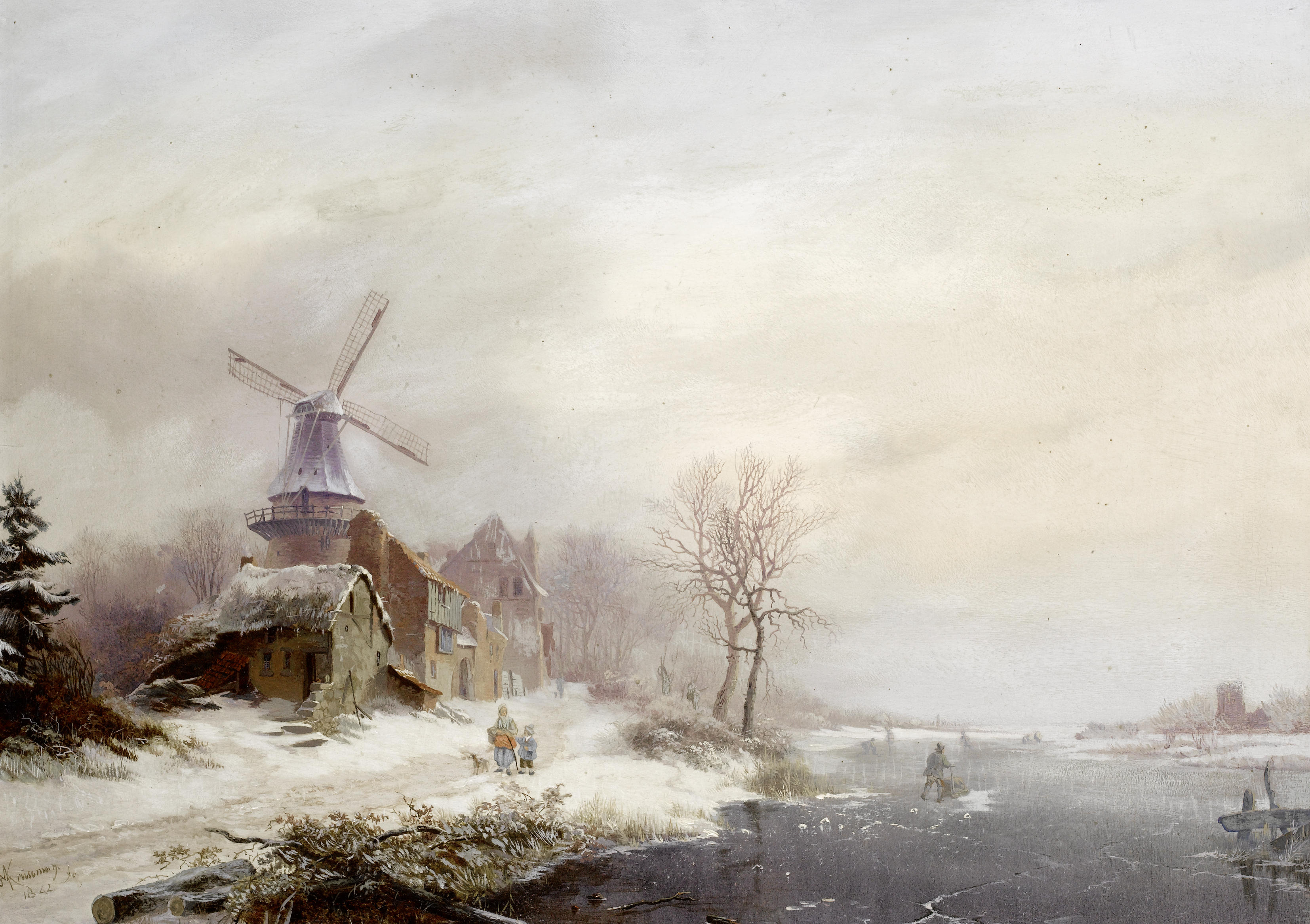
Winterlandschaft mit Windmühle
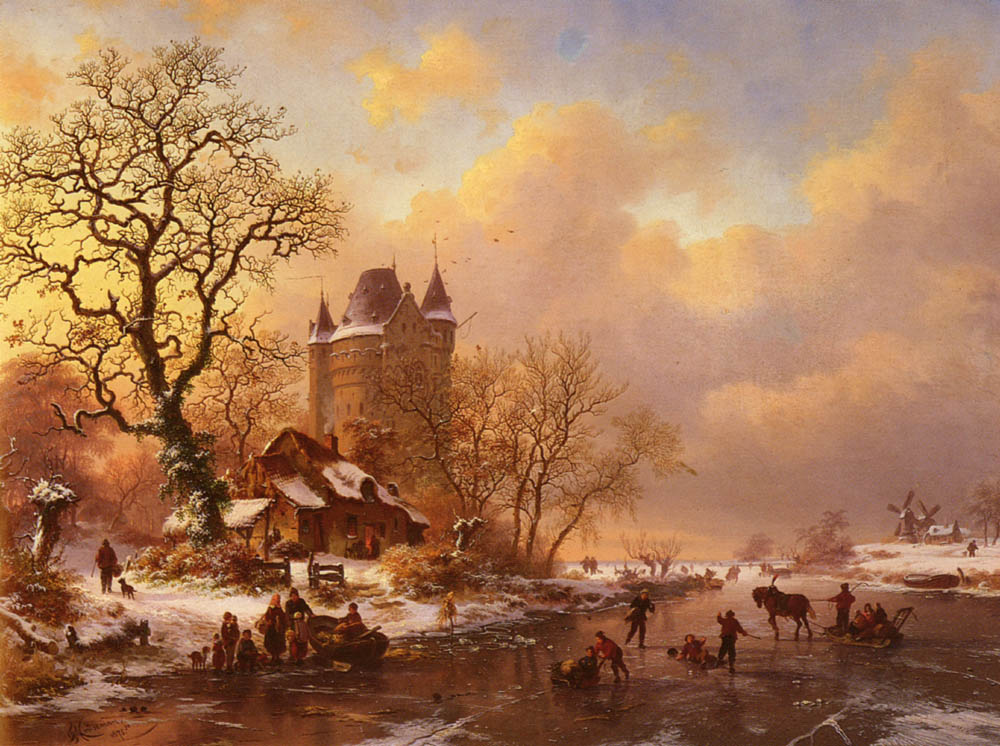
Winterabend vor einer Burg
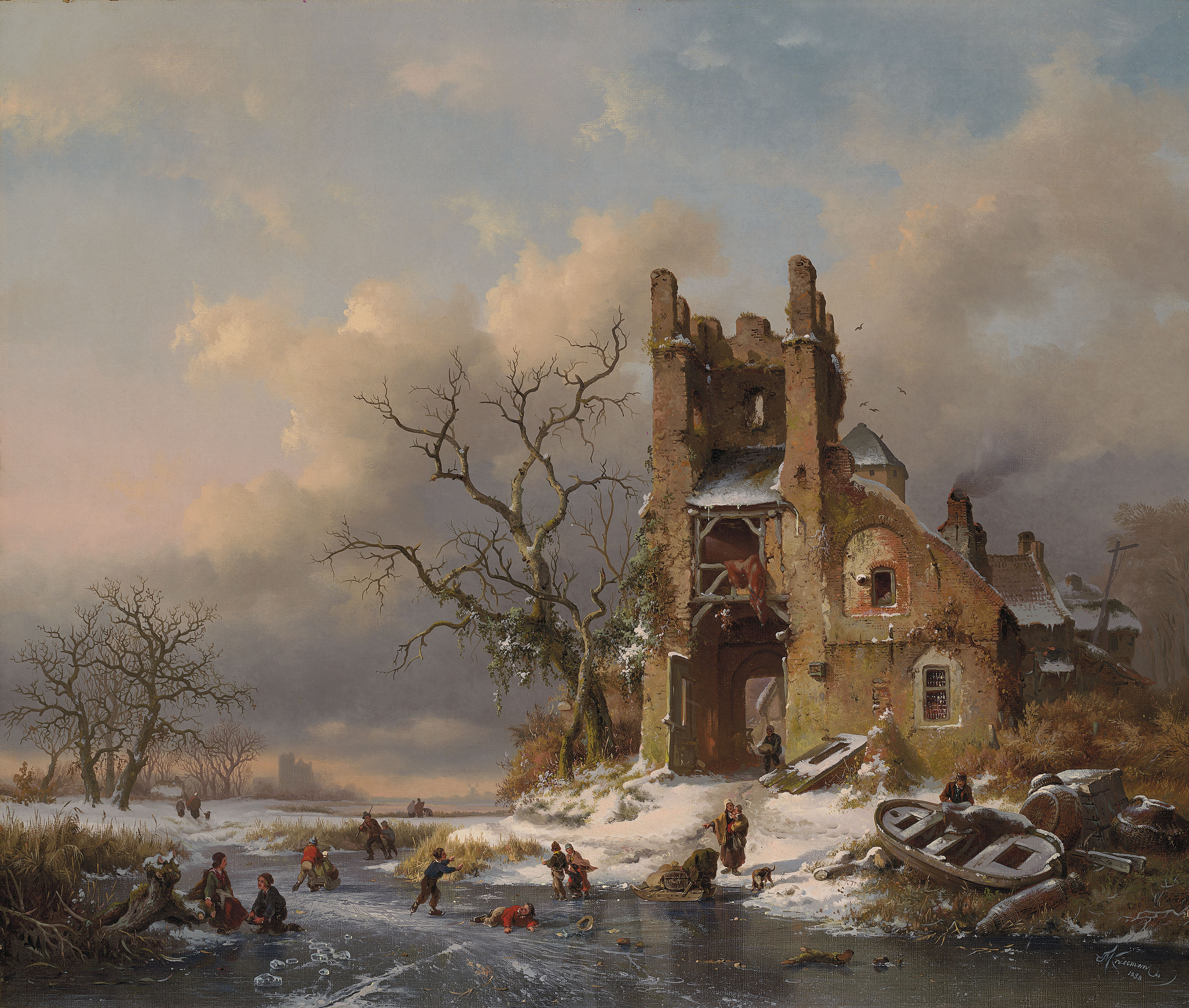
Schlittschuhläufer bei einer Burgruine
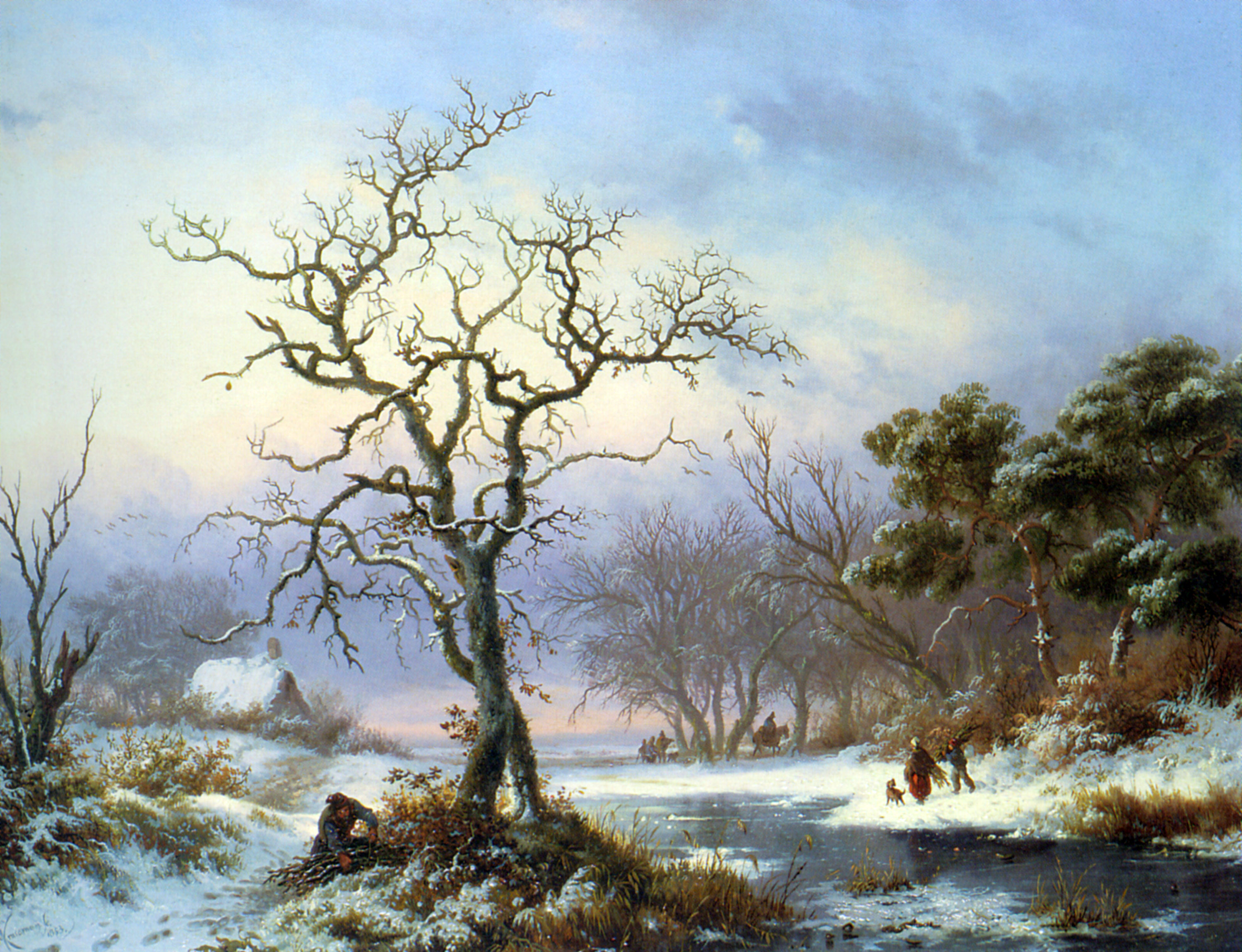
Die Holzsammler
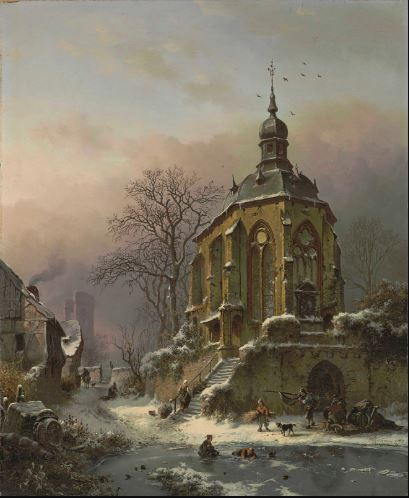
Gotische Kirche mit Arbeitern bei aufziehendem Sturm
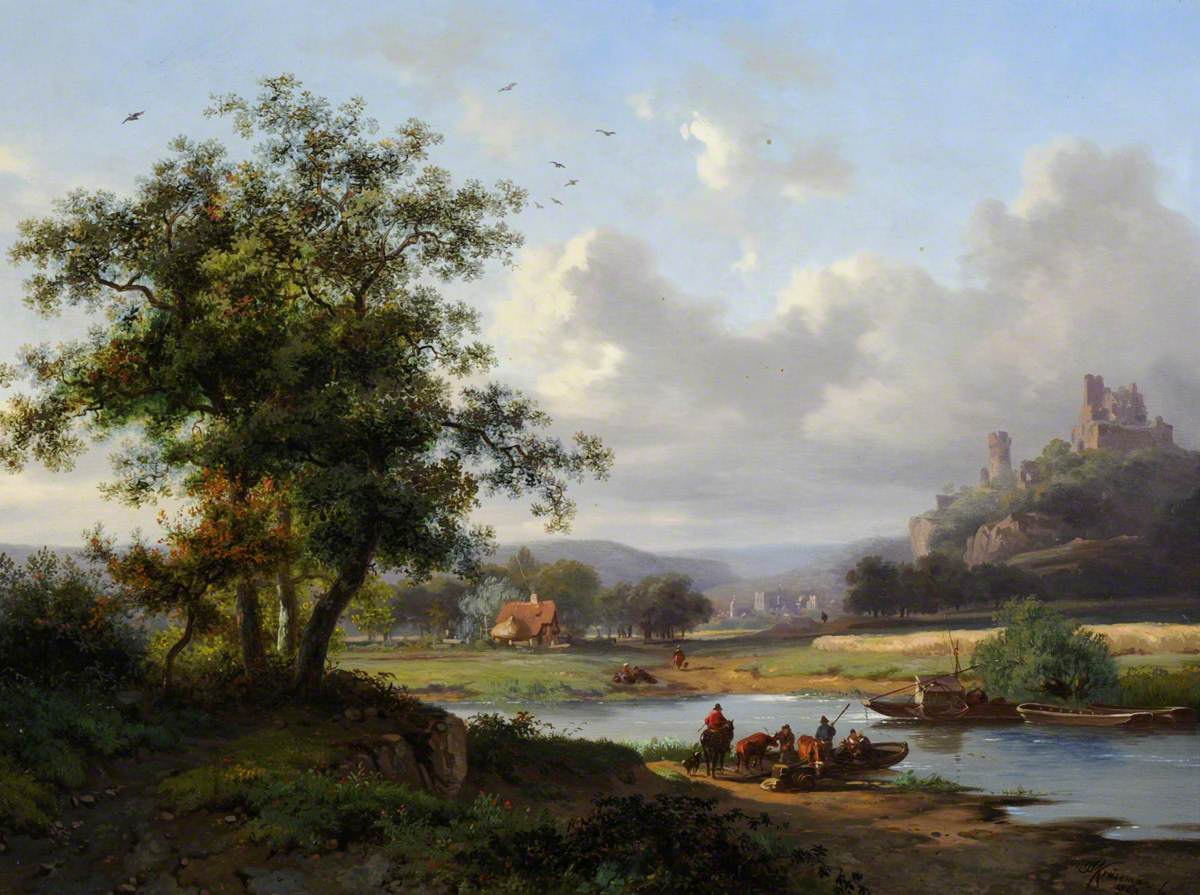
Sommerlandschaft
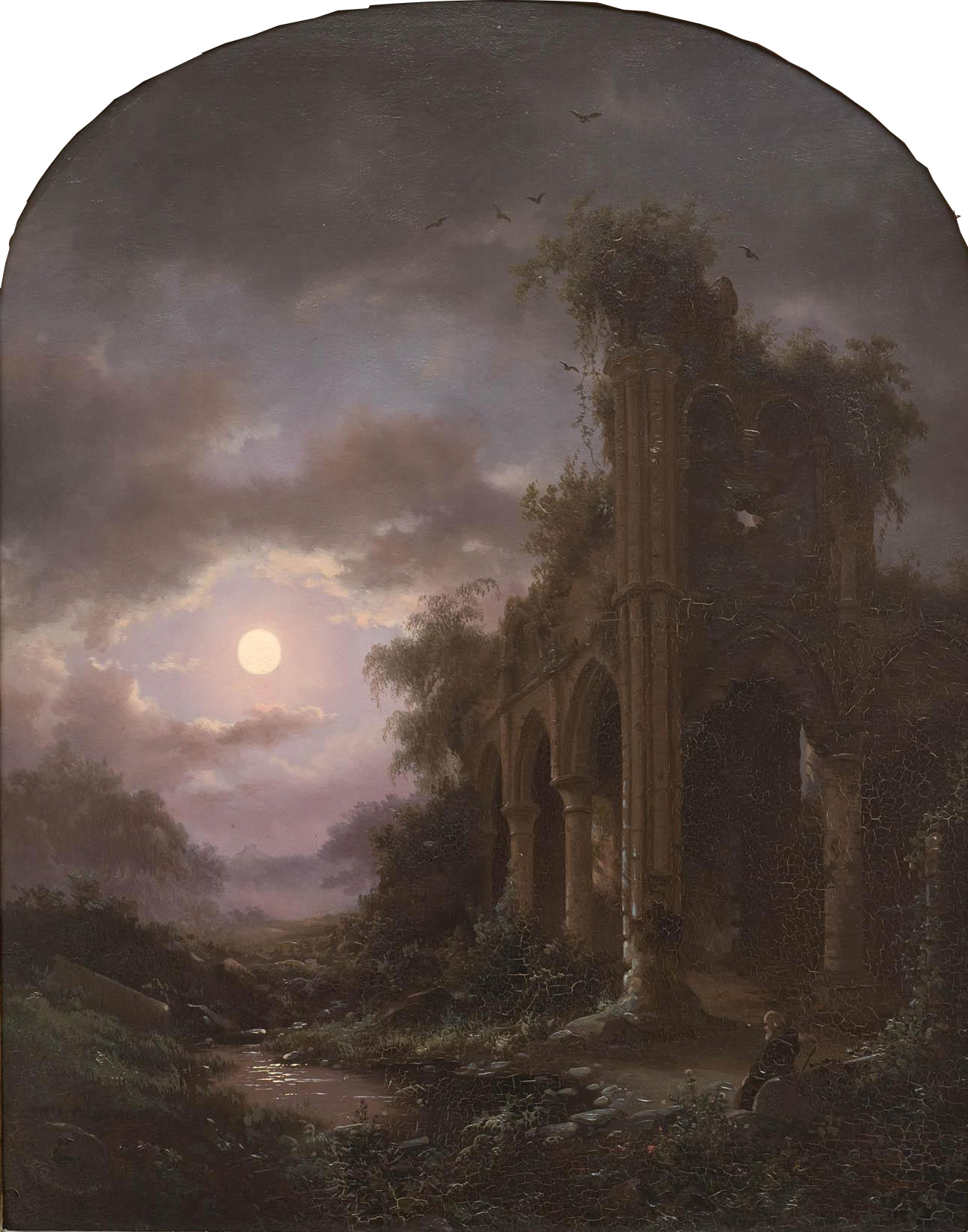
Meditierender Mönch in nächtlicher Ruine